# Oberfellabrunn
Oberfellabrunn ist ein Dorf in Niederösterreich und eine Ortschaft sowie Katastralgemeinde der Stadtgemeinde Hollabrunn im gleichnamigen Bezirk Hollabrunn.

## Geographie
Das Dorf liegt westlich der Stadt Hollabrunn.
Nachbarorte von Oberfellabrunn in der Stadtgemeinde Hollabrunn sind Hollabrunn und Groß sowie in der Marktgemeinde Ziersdorf Fahndorf.
| Kleinstelzendorf | Groß                                        | Schöngrabern, Suttenbrunn |
| Fahndorf         | Kompassrose, die auf Nachbargemeinden zeigt | Hollabrunn                |
|                  | Wolfsbrunn                                  | Sonnberg                  |

Durch das Gemeindegebiet führt die Landesstraße L 43 von Hollabrunn Richtung Ziersdorf.

## Geschichte
Um das Jahr 1140 widmete Konrad von Traisma, Sohn des Ernst von Traisma, ein Herrengut an das Kloster Stift Göttweig. Die nächste Erwähnung des Ortes erfolgt im Jahr 1423, als Peter Grasser mit dem halben Hof der Brüdern Georg und Hans Grabmer belehnt wird. Im Jahr 1432 ist Ritter Jakob Kienberger hier ansässig, von seinen Söhnen übernahm Hans den hiesigen Besitz, während Wolfgang die Linie Matzleinsdorf bei Melk begründete. Das Geschlecht starb um 1573 aus.
Die weiteren Besitzer sind Wolfgang Freiberger von Geißenhausen, dann Georg Ehrenreich von Puchheim. Im Jahr 1590 erscheinen die Stockharner zu Starein.
Im Jahr 1660 gelangte die Herrschaft an die Freiherrin von Steger. Die Hälfte des Gutes gelangte im Jahr 1663 an den Viertelhauptmann Gerard von Wallrave und 1681 an seinen Sohn Johann Gerard. Ihm folgte Wenzel Johann und durch Heirat Johann Franz Josef von Lempruch. Die andere Hälfte gelangte in den Besitz von Familie Friedensheim, 1676 an Wolf Ehrenreich von Pössing und 1678 an dessen Sohn Johann Rudolf.
Im Jahr 1721 wird Freiherr Leopold Ignaz Heuel zu Tiefenau genannt, der durch Heirat mit der Witwe Theresia Quarisetti aus dem Geschlecht der Mayerberg Oberfellabrunn erhielt.
In den Jahren 1713 und 1726 erkauft die die Herrschaft Schönborn vom damaligen Besitzer Freiherrn Sigmund von Schifer und Heuel zu Tiefenau beide Hälften des Gutes.
Die Pfarre schied 1784 aus der Pfarre Groß aus.
Zum 1. Jänner 1972 erfolgte die Eingliederung der Gemeinde Oberfellabrunn als Katastralgemeinde in die Stadtgemeinde Hollabrunn.

## Öffentliche Einrichtungen
In Oberfellabrunn gibt es einen Kindergarten.

## Politik

### Bürgermeister der ehemaligen Gemeinde Oberfellabrunn
- 1955–1971 Leopold Wunderer

### Ortsvorsteher der Katastralgemeinde Oberfellabrunn
- 1972–1985 Leopold Wunderer
- 1985–1987 Josef Altenburger
- 1987–1989 Josef Stockinger
- 1989–1997 Leopold Wunderer
- 1997–2007 Monika und Josef Altenburger
- seit 2007 Thomas Bauer

## Sehenswertes
- Pfarrkirche Oberfellabrunn